# Constitución Política de la República de Chile de 1833
La Constitución Política de la República de Chile de 1833 es el texto constitucional que rigió al país por 92 años, hasta septiembre de 1925. Fue promulgada y jurada el 25 de mayo de 1833. Entre sus principales redactores están el jurista Mariano Egaña, el legislador Gabriel José Tocornal, el sacerdote Juan Francisco Meneses, entre otros. Aunque Diego Portales no participó en la redacción de la constitución como tal, si tuvo una gran influencia en la redacción de la misma.

## Redacción de la Constitución
La Guerra Civil de 1829-1830 se inició cuando el congreso eligió vicepresidente al candidato que había obtenido la tercera mayoría. La constitución recién promulgada en agosto de 1828, decía: "Art. 72. En caso que ninguno obtuviese mayoría absoluta de votos, las Cámaras elegirán, entre los que obtengan mayoría respectiva, el Presidente de República, y después el Vicepresidente entre los de la mayoría inmediata." Las provincias de Concepción y Maule, junto al ejército del sur, desconocieron la elección que el Congreso hizo de vicepresidente, por estimarla inconstitucionales.
En febrero de 1830 comienza a funcionar el llamado Congreso de Plenipotenciarios, un organismo extra constitucional, pero acordado por ambos bandos de la guerra civil, tras la Batalla de Ochagavía en diciembre de 1829. Este cuerpo de 8 individuos, sesionó hasta mayo de 1831, con un representante elegido por cada asamblea provincial, como una especie de "comisión permanente" de un congreso en clausura. Comenzó declarando "nulas y refractarias a la constitución las últimas cámaras legislativas". Acto seguido nombró presidente y vicepresidente provisionales, que debían gobernar hasta las próximas elecciones, que se fijaron para 1831.
El nuevo régimen se topaba con que la Constitución establecía un mecanismo de reforma muy especial: "Art. 133. El año de 1836 se convocará por el Congreso una gran Convención, con el único y exclusivo objeto de reformar o adicionar esta Constitución, la cual se disolverá inmediatamente que lo haya desempeñado. Una ley particular determinará el modo de proceder, número de que se componga, y demás circunstancia." 
En febrero de 1831, la Municipalidad de Santiago representó al gobierno la necesidad de reformar la Carta de 1828; que en su opinión debía llevar a cabo el Congreso que estaba por elegirse, y convenía que los ciudadanos autorizaran a sus representantes para llevarla a cabo. El gobierno consultó esta petición al Congreso de Plenipotenciarios, que el 22 de febrero de 1831 dispuso que el acuerdo municipal fuera impreso y repartido a "los pueblos" (como se decía entonces), y se invitará a las asambleas provinciales que iban a elegir senadores, y a los sufragantes que iban a elegir directamente a los diputados, a expresar si autorizaban a sus parlamentarios para anticipar la fecha en que debía reunirse la convención constituyente. El gobierno cumplió y el próximo congreso recibió el encargo formal de reformar la constitución.
En las elecciones de 1831, efectuadas conforme a las reglas de la Constitución vigente, se eligió un nuevo Congreso, que asumió en 1° de junio; y electores de Presidente y Vicepresidente, los cuales asumieron el 18 de septiembre siguiente. 
Conforme al acuerdo del Congreso de Plenipotenciarios, el nuevo Congreso aprobó la ley del 1° de octubre de 1831, que fue la ley que el citado artículo 133 preveía para proceder a su reforma, solo que 5 años antes. Estableció que la Gran Convención se compondría de 16 diputados y 20 ciudadanos de "reconocida probidad e ilustración". Estos 36 convencionales debían ser elegidos por el Congreso Pleno, es decir la reunión conjunta de ambas cámaras. La elección de los miembros de la convención se verificó con base en una lista reservada que el Ministerio del Interior envió al Congreso. La asamblea se instaló el 20 de octubre de 1831, con asistencia del Presidente de la República, Joaquín Prieto, quien tomó juramento a los convencionales.
Es interesante señalar el objetivo que, según el presidente de la República, tenía la labor de la Convención: "fijaos en el estado y necesidades del precioso suelo que os vio nacer; recordad a cada momento que sois legisladores y que el fin de la leyes es la ventura de los hombres y los pueblos, y no la ostentación de los principios".
La Gran Convención nombró de su seno una comisión de 7 miembros, encargada de redactar un proyecto, integrada por Mariano Egaña, Manuel José Gandarillas, Gabriel José Tocornal, Santiago Echevers, Juan Francisco Meneses, Agustín de Vial Santelices y Fernando A. Elizalde,tarea que llevó a cabo entre octubre de 1831 y abril de 1832. Egaña presentó además un proyecto alternativo, que se conoce con el nombre de voto particular. Ambos proyectos se imprimieron y publicaron. La comisión reanudó luego sus labores y presentó el 25 de agosto de 1832 su proyecto a la Convención.
Entre el 25 de octubre de 1832 y 17 de marzo de 1833, la Convención revisó el proyecto de la comisión y el voto particular de Egaña. El texto definitivo fue aprobado en la sesión de 22 de mayo de 1833 y fue enviado al presidente José Joaquín Prieto, quien junto con sus ministros procedió a promulgarla y jurarla el 25 de mayo de 1833.
El historiador Francisco Antonio Encina dice que Diego Portales, "persiguiendo el propósito de imprimir carácter impersonal al gobierno de Prieto, se había negado a formar parte de la asamblea. Sin embargo, asistió a muchas sesiones privadamente, desde una sala vecina, para allanar algunas dificultades. También fueron sometidas a su criterio algunas de las divergencias que más habían acalorados los ánimos. Impuso su punto de vista en el artículo consagrado a los esclavos. Su opinión decidió también el rechazo de la institución de los senadores vitalicios, que tenía considerable mayoría entre los convencionales." 

## Descripción

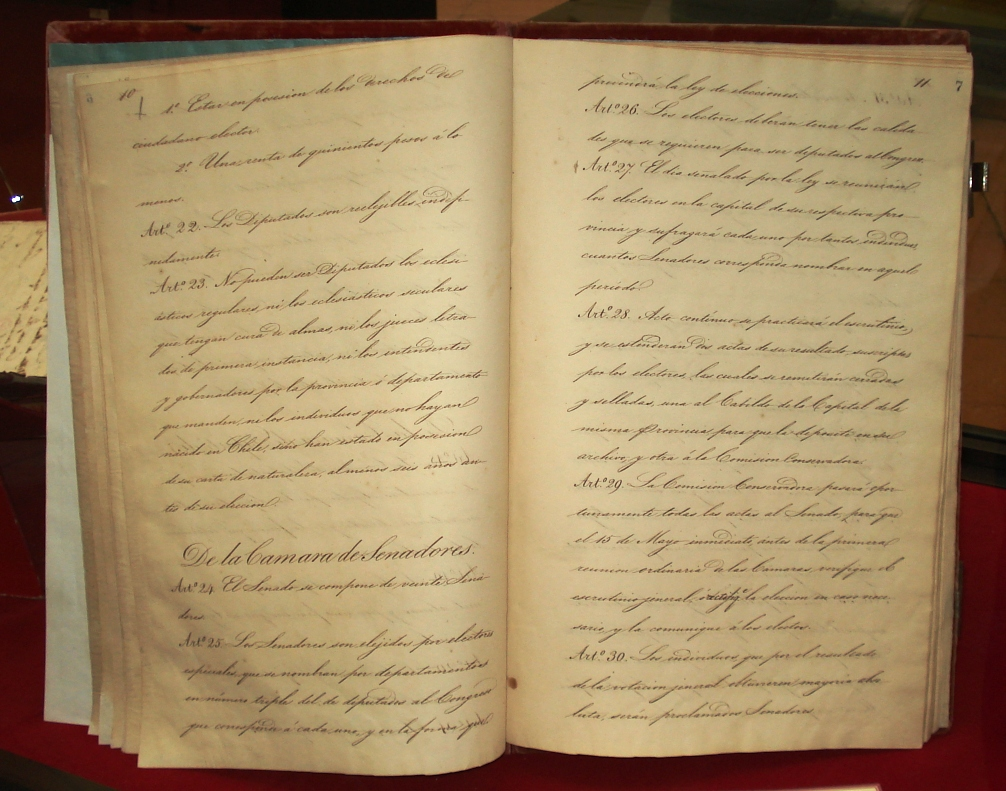
Manuscrito original de la Constitución de 1833. Colección del Archivo Nacional de Chile.

La Constitución establecía un presidencialismo, donde el Poder Ejecutivo lo tenía un Presidente elegido por un colegio electoral cada 5 años. Tenía una amplia gama de poderes que le permitían intervenir en muchos temas, incluyendo el derecho de patronato republicano —de nombrar dignidades eclesiásticas— y declarar el estado de sitio. Era auxiliado por un Consejo de Estado que incluía a los ministros, a ciertas dignidades eclesiásticas y militares y otros funcionarios públicos, todos nombrados por el presidente.
El Poder Legislativo estaba entregado a un Congreso Nacional bicameral; es decir, un Senado (elegido también por colegio electoral) y una Cámara de Diputados (electa por votación directa). Pese a tener menos poder que el presidente (quien podía vetar las leyes aprobadas por el Congreso, sin que éste pudiera insistir hasta 2 años después), además de su función legislativa, también tenía facultades como la de aprobar la ley de presupuestos, autorizar el cobro de impuestos y fijar las fuerzas de mar y tierra que debían mantenerse en pie. Estas eran las llamadas "leyes periódicas", que permitieron al Congreso ir asumiendo paulatinamente mayor control sobre el gobierno. 
Se consagra la independencia de los tribunales frente a otros poderes del estado, pero estableciendo solo reglas muy generales. Respecto de los jueces solo dice que deben ser nombrados a propuesta del Consejo de Estado, con base a propuestas del tribunal que señale la ley.
La Constitución otorgaba derecho a voto solo a los que pagaban un impuesto mínimo, donde los ciudadanos debían tener ciertos requisitos de sueldo o bien raíz para participar en la vida política del Estado. Asimismo, establecía como religión oficial la católica, con exclusión del ejercicio público de cualquiera otra. 
Esta Constitución fue reformada 11 veces, restandole poder al presidente, modificando derechos fundamentales y el derecho al voto, hasta 1924-25, cuando se aprobó la Constitución Política de la República de Chile de 1925 vía Plebiscito Constitucional de 1925 lo que derogó de ius iure la constitución.

## Reformas constitucionales

### 1871
- Ley S/N, del 8 de agosto de 1871, que reduce el periodo presidencial a 5 años y prohíbe su reelección inmediata.[11]

### 1873
- Ley S/N, de 25 de septiembre de 1873: que modifica el quorum requerido para el funcionamiento de ambas cámaras. El Senado puede sesionar con la tercera parte de sus miembros y la Cámara de Diputados con la cuarta parte. [12]

### 1874
- Ley S/N, de 13 de agosto de 1874: que modifica los requisitos de nacionalidad y ciudadanía a extranjeros, acortando el plazo de residencia para los extranjeros para adquirir la ciudadanía de 10 años a un año y consagra el derecho de asociación y de reunión pacífica en lugar público sin permiso previo; de presentar peticiones a la autoridad establecida; y de libertad de enseñanza.[13]

- Ley S/N, de 13 de agosto de 1874: establece que los senadores serán elegidos de forma directa y no por un colegio electoral y modifica sus inhabilidades para ser electos y ejercer sus cargos, fija la duración del cargo de Senador por un periodo de seis años, y su reelección indefinida, además de las normas de renovación y sucesión.[14]

- Ley S/N, de 24 de octubre de 1874: añade la facultad del congreso de dictar leyes excepciones para limitar la libertad de imprenta, la libertad personal, de reunión en caso de defensa del estado, modifica el mecanismo de elección de miembros de la comisión conservadora y sus atribuciones, añade como atribución presidencial velar por la conductas de los empleados del poder judicial y de remover a sus ministrosm a los cónsules, intendentes y gobernadores, además modifica el mecanismo de acusación a los ministros de estado, la composición del consejo de estado, sus atribuciones; modifica la forma del estado de sitio, no pudiendo extender sus medidas más allá de su duración y la imposibilidad de que este afecte derechos fundamenales de los miembros de los diputados y senadores.[15]

### 1882
- Ley S/N, de 12 de enero de 1882: modifica el procedimiento de reforma constitucional, exigiendo un quorum de 2/3 para la aprobación de modificaciones del presidente de la república y prevaleciendo las versiones del congreso, establece el requisito para la reforma al procedimiento de reforma constitucional, la ratificación de dos congresos sucesivos.[16]

### 1888
- Ley S/N, de 9 de agosto de 1888: Suprime el artículo 1° que señala el territorio de la República y el artículo 9° que establecia el voto censitario; establece el voto universal masculino, cuyo único requisito es saber leer y escribir; elimina los cargos de senador y diputado suplente estableciendo las elecciones complementarias; y eleva la base poblacional para elegir diputados.[17]

### 1891
- Ley S/N, de 12 de diciembre de 1891: da a la Comisión Conservadora la facultad de convocar a sesiones extraordinarias el Congreso Nacional y establece que el nombramiento del ejecutivo de ministros diplomáticos requiere acuerdo del Senado.[18]

### 1892
- Ley S/N, de 7 de julio de 1892: Establece nuevas inhabilitaciones para ser electo diputado y la imposibilidad hasta seis meses después de terminar su cargo, der ser nombrado para función, comisión o empleos públicos retribuídos.[19]

### 1893
- Ley N.º 43, de 26 de junio de 1893: Modifica el veto presidencial, que pasa de ser absoluto a relativo; El congreso puede rechazar el veto con el voto de 2/3 de los miembros presentes en cada cámara.[20]

### 1917
- Ley N.º 3330, de 1° de diciembre de 1917: Cambia las fechas de las elecciones de electores de presidente de la República.[21]